# Bedford (Virginia)
Bedford è un comune degli Stati Uniti d'America, nello Stato della Virginia. È compresa all'interno del territorio della contea omonima, a cui fa da capoluogo, dopo aver rinunciato nel 2016 al titolo di città per gli esosi costi di gestione.